# 千葉市立越智中学校
千葉市立越智中学校（ちばしりつおちちゅうがっこう）は千葉県千葉市緑区にある公立中学校。

## 概要
1984年、土気中学校から分離する形で、市内49番目の中学校として開校。2023年度の生徒数は111名と、比較的小規模である。

### 校訓
「自主勉学 協力連帯 積極鍛錬」

## 通学区域
- 大木戸小学校の学区[3]
  - 大高町
  - 大木戸町（土気南小学校通学区域を除く。）
  - 大椎町の一部
  - 高津戸町の一部
  - 大野台1、2丁目

- 越智小学校の学区[3]
  - 越智町

## 部活動

### 運動系
- 野球部
- 陸上部
- 女子バスケット部
- バドミントン(男子)
- バドミントン(女子)

### 文化系
- 美術部